# Terézia Vansová

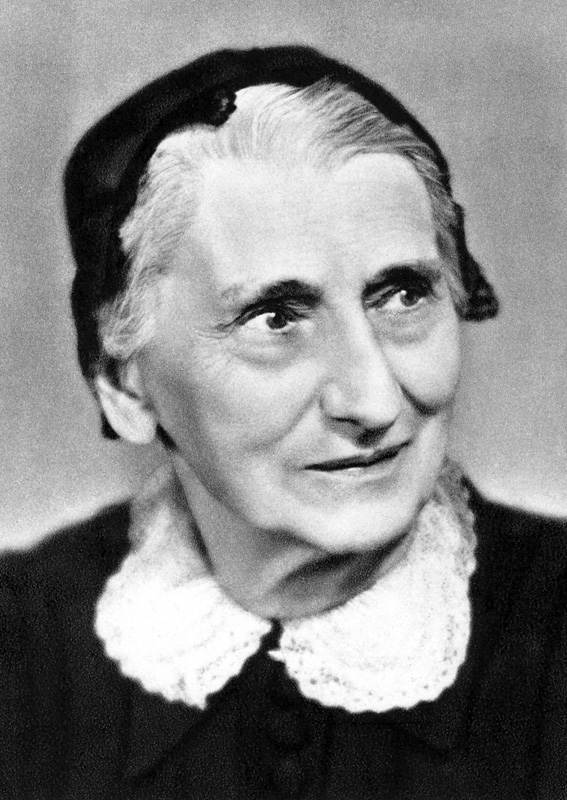
Terézia Vansová (1857-1942)

Terézia Vansová (z domu Medvecká, ur. 18 kwietnia 1857 w Slatinie, zm. 10 października 1942 w Bańskiej Bystrzycy) – słowacka publicystka, pisarka, redaktorka, działaczka społeczna i kulturalna, zwolenniczka równouprawnienia kobiet i zwiększenia ich udziału w życiu społecznym kraju.

## Życiorys
Była córką ewangelickiego pastora. Wychowywana tradycyjnie w domu, w wieku 12 lat wyjechała jedynie na rok do zakładu dla dziewcząt w Bańskiej Bystrzycy, gdzie nauczyła się języka niemieckiego, a następnie spędziła rok w Rymawskiej Sobocie, gdzie poznała język węgierski. W wieku 18 lat wyszła za mąż za starszego ledwie o rok Ján Vansę, ewangelickiego pastora w Łomniczce na Spiszu. Była to wieś zamieszkana w większości przez spiskich Niemców. Vansová szybko zyskała ich przychylność, czytając im swe pierwsze, pisane po niemiecku wiersze i krótkie opowiadania. Później przenieśli się do miejscowości Rimavská Píla (od 1979 r. w granicach miasta Tisovec). Tu oboje zajęli się podniesieniem poziomu życia mieszkańców tej zaniedbanej wsi. Założyli spółdzielnię spożywczą, popularyzowali sadownictwo, pszczelarstwo, organizowali sprzedaż wyrobów ludowych. Terézia aktywnie brała udział w życiu narodowym i kulturalnym w niedalekim Tisovcu. Tu także zaczęła pisać w języku słowackim, chociaż otoczenie (w tym mąż i szwagier, Pavol Dobšinský) długo nie popierało jej ambicji literackich. W 1911 r. Vansowie przenieśli się do Bańskiej Bystrzycy. Po śmierci męża w 1922 r. T. Vansova zajęła się już wyłącznie pracą literacką i redaktorską.
Zadebiutowała w 1875 r. w czasopiśmie „Orol”, gdzie opublikowała sześć wierszy (pt. Moje piesne) inspirowanych słowackimi pieśniami ludowymi. Po śmierci jedynego syna napisała kilka wierszy po niemiecku, które opublikował „Karpatenpost” w Kieżmarku. Później publikowała w czasopismach „Národnie noviny” i „Slovenské pohľady” które redagował w Martinie Svetozár Hurban-Vajanský. W tym drugim w 80. latach XIX w. wyszły jej krótsze prace literackie, jak „Jedlička” (1884), „Humoreska” (1885), „V salóne speváčky” (1889) i in. W swej twórczości oprócz sentymentalnej poezji zajęła się prozą (w tym twórczością biograficzną), a nawet dramatem. Największy rozgłos przyniosły jej powieść „Sirota Podhradských” (1889), uznana za pierwszą słowacką powieść dla kobiet oraz powieści dla młodzieży „Paľko Šuška” (1903) i „Danko a Janko” (1905). W latach 1898–1914 wydawała czasopismo dla kobiet pt. „Dennica”, a w latach 1921–1924 redagowała w Bańskiej Bystrzycy czasopismo „Slovenská žena”. Napisała nawet książkę kucharską (pt. „Nová kuchárska kniha”, wyd. 1914) – jako pierwsza Słowaczka w dziejach. Trzecie wydanie tej książki ukazało się w 1930 r., zaś reprint tego wydania pod tytułem „Recepty prastarej matere” ukazał się w 1998 r.